# Fredrika distrikt
Fredrika distrikt är ett distrikt i Åsele kommun och Västerbottens län. Distriktet ligger omkring Fredrika i södra Lappland. 

## Tidigare administrativ tillhörighet
Distriktet inrättades 2016 och utgörs av socknen Fredrika i Åsele kommun.
Området motsvarar den omfattning Fredrika församling hade 1999/2000.

## Tätorter och småorter
I Fredrika distrikt finns en småort men inga tätorter.

### Småorter
- Fredrika